# Patera de Vibert-Douglas
Vibert-Douglas Patera
Pour les articles homonymes, voir Vibert-Douglas.
La patera de Vibert-Douglas (désignation internationale : Vibert-Douglas Patera) est une patera située sur Vénus dans le quadrangle de Stanton. Elle a été nommée en référence à Allie Vibert Douglas, astronome canadienne (1894–1988).